# Sainte Laure du Péloponnèse

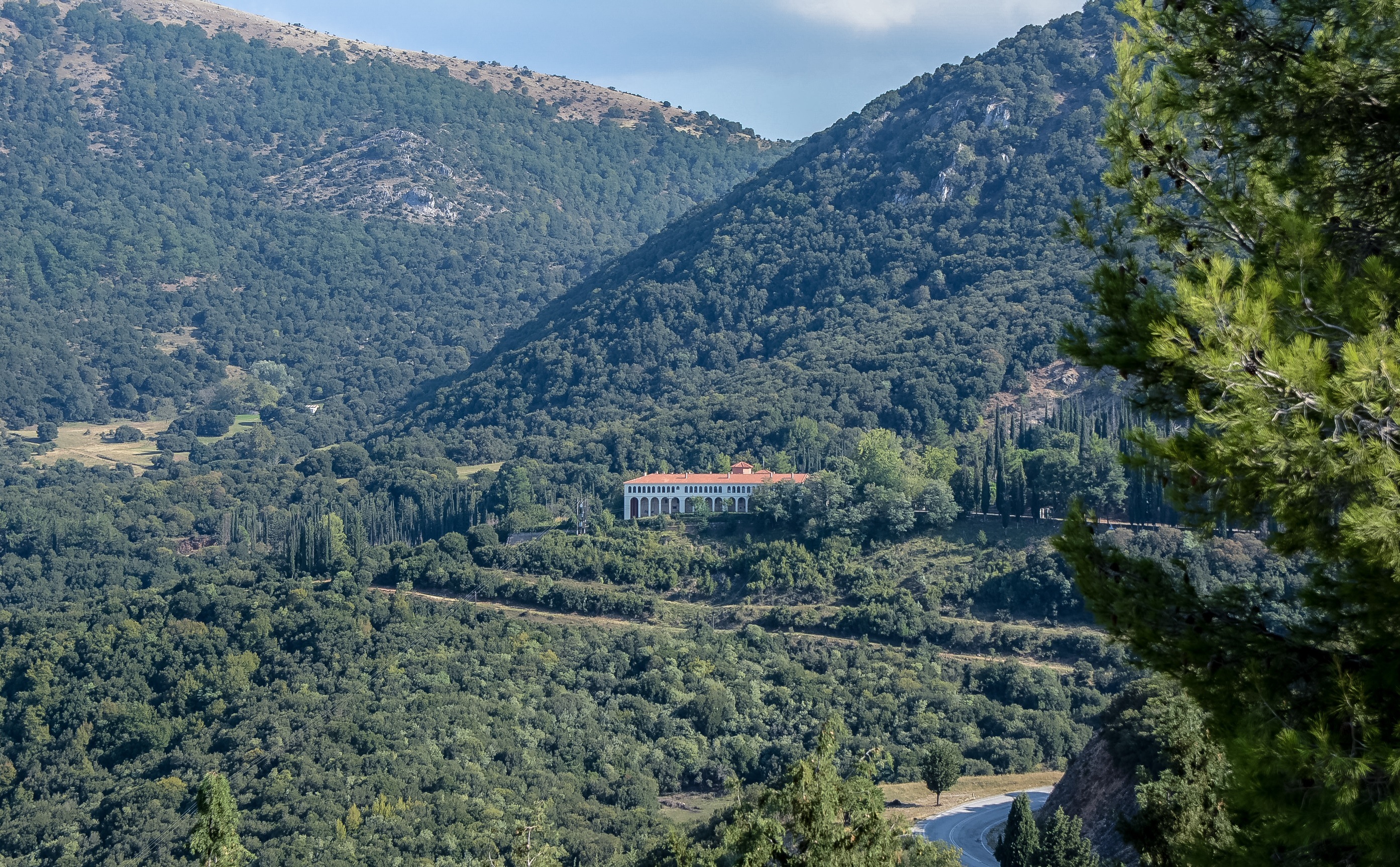
Vue des bâtiments.

La Sainte Laure ou bien La Sainte Laure du Péloponnèse est un monastère orthodoxe situé près de Kalavryta. C'est l'un des plus anciens monastères du Péloponnèse. 

## Histoire
Selon les sources, le monastère a été fondé en 961 par un moine venu du Mont Athos . La communauté grandit rapidement, atteignant jusqu'à 1000 moines à une certaine époque.
Le monastère est connu pour avoir été détruit à plusieurs reprises. Ainsi, en 1585, le monastère est une première fois incendié par les Ottomans, qui en assassinent également les moines. Il est reconstruit en 1600. 
Le monastère est célèbre pour avoir été, selon la tradition, le lieu de départ de la guerre d'indépendance grecque, lorsque le 25 mars 1821, le métropolite (archevêque) Germanos de Patras aurait béni les insurgés grecs qui avaient prêté serment de combattre pour libérer leur patrie de la domination ottomane.
En 1826, le monastère est de nouveau détruit, cette fois par les troupes d'Ibrahim Pacha[source insuffisante], puis à nouveau par un séisme survenu en 1844.
Durant la Seconde Guerre mondiale, en décembre 1943, après avoir commis des crimes de guerre dans la ville voisine de Kalavryta, la Wehrmacht se rend au monastère, dont elle massacre les moines, avant de le détruire. Le monastère est reconstruit en 1950 avec l'aide de l'État et de donateurs[source insuffisante].
Le monastère est aujourd'hui occupé par des moines, mais ouvert aux visiteurs auxquels il offre un intéressant musée abritant reliques et manuscrits. Parmi les reliques, on peut citer la tête de saint Alexis l'Homme de Dieu, saint patron de Kalavryta.